# Nationalsozialistisches Kraftfahrkorps

Fana för Nationalsozialistisches Kraftfahrkorps.

Nationalsozialistisches Kraftfahrkorps, NSKK (Nationalsocialistiska automobilkåren), var en paramilitär organisation inom NSDAP. Kåren inrättades 1931 ur Nationalsozialistisches Automobil-Korps som hade grundats ett år tidigare. Chef för NSKK var Adolf Hühnlein (1931–1942) och Erwin Kraus (1942–1945). NSKK var från början underordnat SA, men blev en fristående organisation 1934. Vid andra världskrigets utbrott 1939 hade NSKK omkring 500 000 medlemmar. NSKK deltog med transportuppgifter i Förintelsen. Organisationen upplöstes och förbjöds av segrarmakterna 1945.   

## Uppgifter
Sedan 1934 ansvarade NSKK för fordonsförares och ungdomars trafikuppfostran i samarbete med ADAC. NSKK:s medlemmar utbildades i körning med motorcykel och personbil. NSKK ställde motorcyklar, verkstäder, utbildningsmateriel och instruktörer till Motor-Hitlerjugends förfogande. Utbildningsmålet för Motor-HJ var körkort IV för lätt motorcykel. 1936 grundades NSKK:s motorsportskola. Från mitten av 1930-talet arbetade också NSKK med bärgningstjänst vid motorhaverier. NSKK hade också som uppdrag att genomföra förmilitär utbildning i motortjänst för blivande värnpliktiga över 18 års ålder. Dess marina avdelning genomförde utbildning i förande och handhavande av stormbåtar. Från krigsutbrottet 1939 var det möjligt för icke fullt vapenföra män att istället för att inkallas till Wehrmacht tjänstgöra i NSKK-Wachmannschaften (NSKK:s bevakningstjänst). Under kriget ställde NSKK också Verkehrs- und Transport-Kontrollstaffeln (trafikreglering- och transportkontroll) till polisens förfogande. 

## Transportväsendet vid Organisation Todt
Från sommaren 1938 fick den genom NSKK bildades NSKK-Transportbrigade Todt efterhand huvudansvaret för transportväsendet vid det av Organisation Todt (OT) genomförda Västvallsbygget. När OT efter Frankrikes kapitulation fick ansvar för uppbyggnaden av Atlantvallen fick transportbrigad Todt ansvaret för materieltransporterna.  På sommaren 1939 organiserades NSKK-Transportbrigade Speer vilken fick transportansvar för de av  Baustab Speer inom Organisation Todt bedrivna rustningsbyggnationerna och byggnationerna för Luftwaffe. Från 1940 fick denna brigad även ansvar för underhållstransporterna till Luftwaffes alla frontenheter. Under det tyska anfallet på Ryssland 1941 ansvarade brigaden för vägnätets underhåll. 

### Transportbrigad Todt
Transportbrigad Todt var organiserat i kolonner (plutoner), huvudkolonner (kompanier), Staffel (bataljon), Standarte (regemente), brigader och Gruppen (divisioner). Personalen bar NSKK:s olivgröna vapenrock med svarta byxor. 

### Transportbrigad Speer
Transporbrigad Speer var militärt organiserad i regementent, bataljoner, kompanier och plutoner. Med tiden organiserades 10 NSKK-Kraftwagen-Transportregimenter (Speer). Sju regementen (Nr 1-6 och 10) ansvarade för ammunitionstransporter till Luftwaffe, tre (7-9) till armén. 1., 2., 3., 8. och 9 regementena tjänstgjorde på östfronten, det 4. i Nordafrika, 5. och 6. i Kroatien, 7. i Italien och det 10. i Finland. Personalen i Transportbrigad Speer bar antingen Luftwaffes gråblå eller Baustab Speers bruna Organisation Todtuniform.

### Transportgrupp Todt
1942 kom Transportbrigad Todt, Transportbrigad Speer och Legion Speer att ingå i en gemensam överorganisation, NSKK-Transportgruppe Todt. 1944 ombildades denna till en från NSKK fristående Transportkorps Speer.

## Tjänstegrader i NSKK 1940-1945

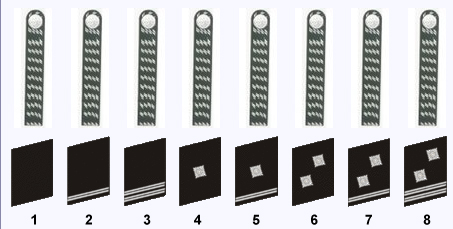

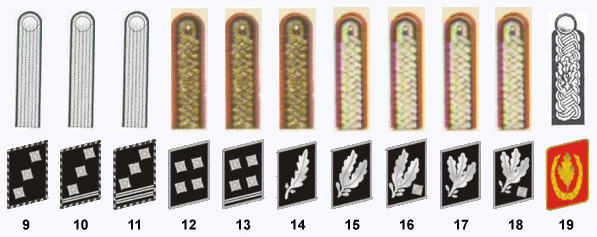

## Bildgalleri

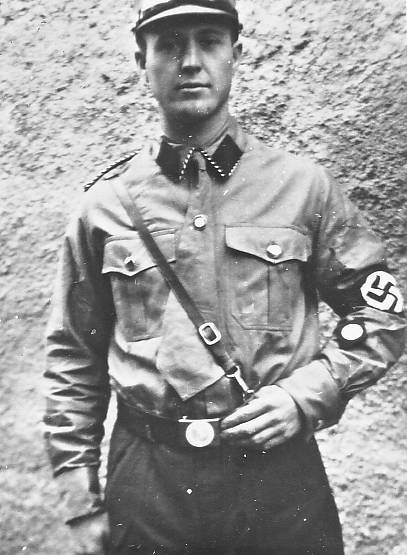
NSKK-man i början på 1930-talet.
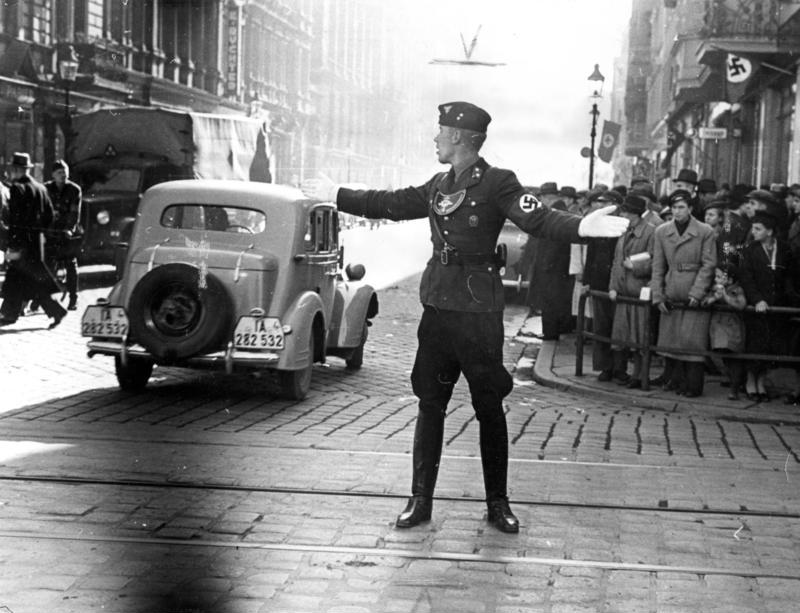
Hjälppolis för trafikreglering från NSKK i det ockuperade Poznań.
Trafikmärke som visade på förekomsten av larmtelefon till NSKK:s trafiktjänst. Infört 1943.